# Katjistsjön
Katjistsjön är en sjö i Älvdalens kommun i Dalarna och ingår i Dalälvens huvudavrinningsområde. Sjön har en area på 0,155 kvadratkilometer och ligger 424,3 meter över havet. Sjön avvattnas av vattendraget Vasslen.

## Delavrinningsområde
Katjistsjön ingår i det delavrinningsområde (678364-138580) som SMHI kallar för Mynnar i Tennan. Medelhöjden är 421 meter över havet och ytan är 1,39 kvadratkilometer. Det finns ett avrinningsområde uppströms, och räknas det in blir den ackumulerade arean 13,41 kvadratkilometer. Vasslen som avvattnar avrinningsområdet har biflödesordning 5, vilket innebär att vattnet flödar genom totalt 5 vattendrag innan det når havet efter 410 kilometer. Avrinningsområdet består mestadels av skog (81 procent). Avrinningsområdet har 0,16 kvadratkilometer vattenytor vilket ger det en sjöprocent på 11,2 procent.